# ژان-فرانسوا آدام
ژان-فرانسوا آدام (فرانسوی: Jean-François Adam‎؛ ۱۴ فوریهٔ ۱۹۳۸ – ۱۴ اکتبر ۱۹۸۰) بازیگر و کارگردان فیلم اهل فرانسه بود.
از فیلم‌ها یا برنامه‌های تلویزیونی که وی در آن نقش داشته‌است، می‌توان به بوسه‌های دزدکی، عشق در بیست‌سالگی، و راز اشاره کرد.